# 金迁郡
金迁郡，中国南北朝时设置的郡。
西魏改掌天郡置金迁郡，隶属于隆州。下辖晋安县、晋城县、西水县。北周置晋安县（今四川南部县西北升钟镇）为郡治。辖境相当今四川省南部县西部、盐亭县之地。隋文帝开皇三年（583年）废金迁郡，属县直属隆州。